# 来島海峡大橋
来島海峡大橋（くるしまかいきょう おおはし）は、愛媛県今治市、瀬戸内海の来島海峡を跨いで大島と四国を結ぶ長大橋で、来島海峡第一大橋、来島海峡第二大橋、来島海峡第三大橋の総称である。本州四国連絡橋の尾道・今治ルートを構成する橋の1つ。
3つの長大橋梁により構成された世界初の3連吊橋であり、全長は4105 mである。中央が西瀬戸自動車道（しまなみ海道）で北側に自転車歩行者道、南側にバイク道を併設している。

## 構造
構成する構造物については各記事を参照のこと。
- 来島海峡第一大橋
- 来島海峡第二大橋
- 来島海峡第三大橋

- 西瀬戸自動車道（しまなみ海道）

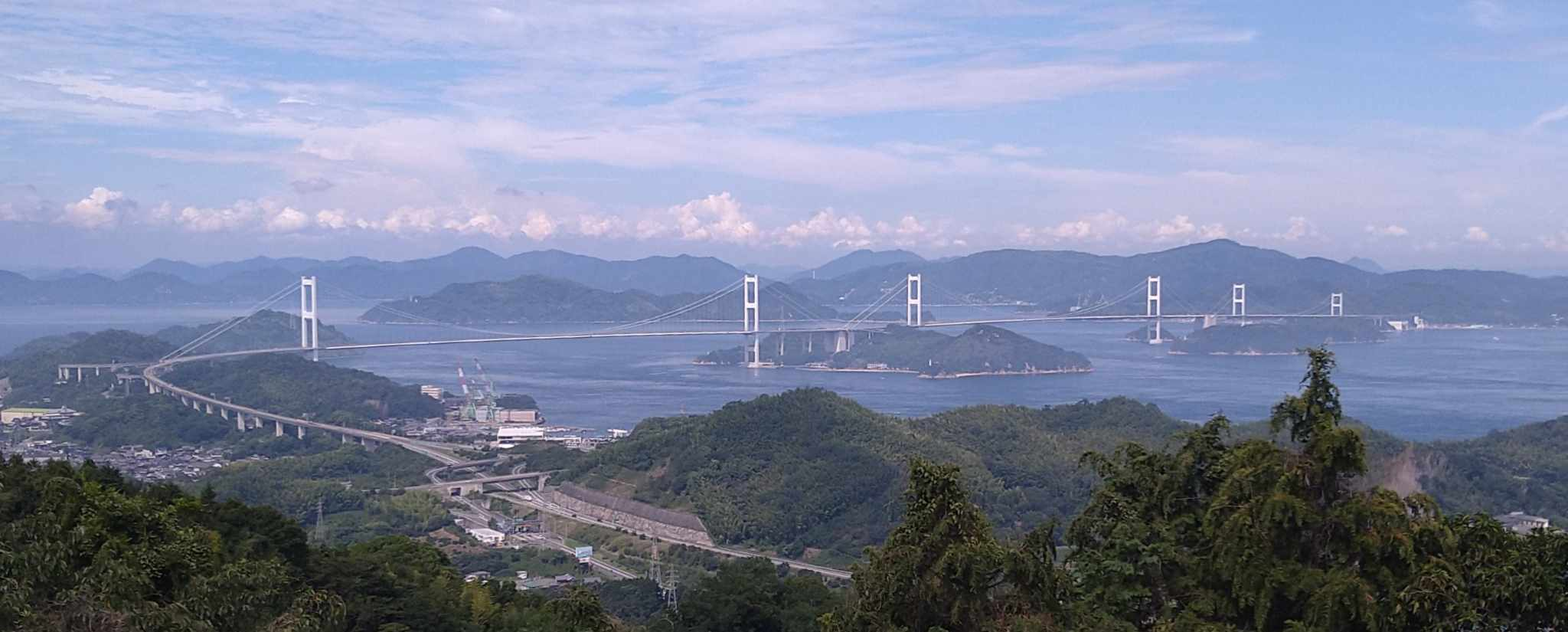
近見山より

アンカーブロック、主塔は、大島側から1A、2P…と連番になっていて、四国側が10Aである。

## 通行料金

### 現行料金
大島南 - 今治北 7.3 km、2014年4月現在
| 車種       | 非ETC料金 | ETC平日料金 | ETC休日料金 |
| ---------- | --------- | ----------- | ----------- |
| 普通車     | 1,750円   | 890円       | 820円       |
| 中型車     | 2,110円   | 1,030円     | 1,550円     |
| 大型車     | 2,880円   | 1,360円     | 2,040円     |
| 特大車     | 5,190円   | 2,330円     | 3,500円     |
| 軽自動車等 | 1,390円   | 740円       | 670円       |

### 原付及び自転車歩行者道
- 歩行者 - 無料
- 自転車・原付 - 200円（大島 - 馬島、馬島-四国はそれぞれ100円）

- 自転車については2014年7月から2018年3月末まで「しまなみサイクリングフリー」として、他のしまなみ海道筋の橋と同様に自転車歩行者道を無料開放していた[3][4]。この無料措置は、その後も2年ごとに更新されており、2024年現在、2026年3月末までの無料措置の延長が決定している[5]。
- しまなみ海道の自転車およびバイクの通行料は、無人の料金箱に入れるようになっており利用者の良心に任されているが、この来島海峡大橋に限っては中間の馬島に無人料金箱があり、その前に小屋があって昼間は有人となっていることがある。
- 来島海峡第二大橋と来島海峡第三大橋間の橋台（アンカーブロック 7A）上にバス停と馬島ICが設置されているが、馬島ICは馬島の住民専用の出入り口であり、一般車の出入りは出来ない。自転車・歩行者および排気量125 cc以下のオートバイは、アンカーブロック内に設置されたエレベーターで出入りでき、1Fには仮設トイレがある。
- 夜間はライトアップされる。

## 展望台
- 今治市吉海町亀老山展望台（駐車場有り）
- 今治市小浦町来島海峡展望館と糸山展望台（駐車場有り）
- 今治市近見町近見山山上駐車場と展望台（駐車場有り）

## 事故
1998年（平成10年）6月10日午後0時2分頃、今治市馬島の来島大橋馬島高架部鋼上部工工事現場（7A－P4間、来島海峡第三大橋の馬島高架部）で架設桁の解体降下作業中に架設桁と作業台車が約60 mの高さから地上に落下する事故が発生し、作業台車に乗っていた8人のうち男性作業員7名が死亡した。馬島の事故現場と来島海峡SAに犠牲者の慰霊碑が建てられている。

## 備考
- かつて愛媛県内では本四架橋を「瀬戸内海大橋」と呼ぶ向きがあったが、その瀬戸内海大橋とは、「瀬戸大橋」がある瀬戸中央自動車道ではなく、西瀬戸自動車道、さらに狭義にはこの来島海峡大橋を指していた[8]。1970年代には愛媛県の県庁所在地、松山市にある愛媛県庁本館の正面に「かけよう 瀬戸内海大橋」の文字看板が掲げられ、尾道・今治ルート実現が愛媛県の長年の悲願であったことを伝えていた。
- 今治市のゆるキャラ、バリィさんの頭のクラウンは、この橋がモチーフだとされる[9]。

## 写真集

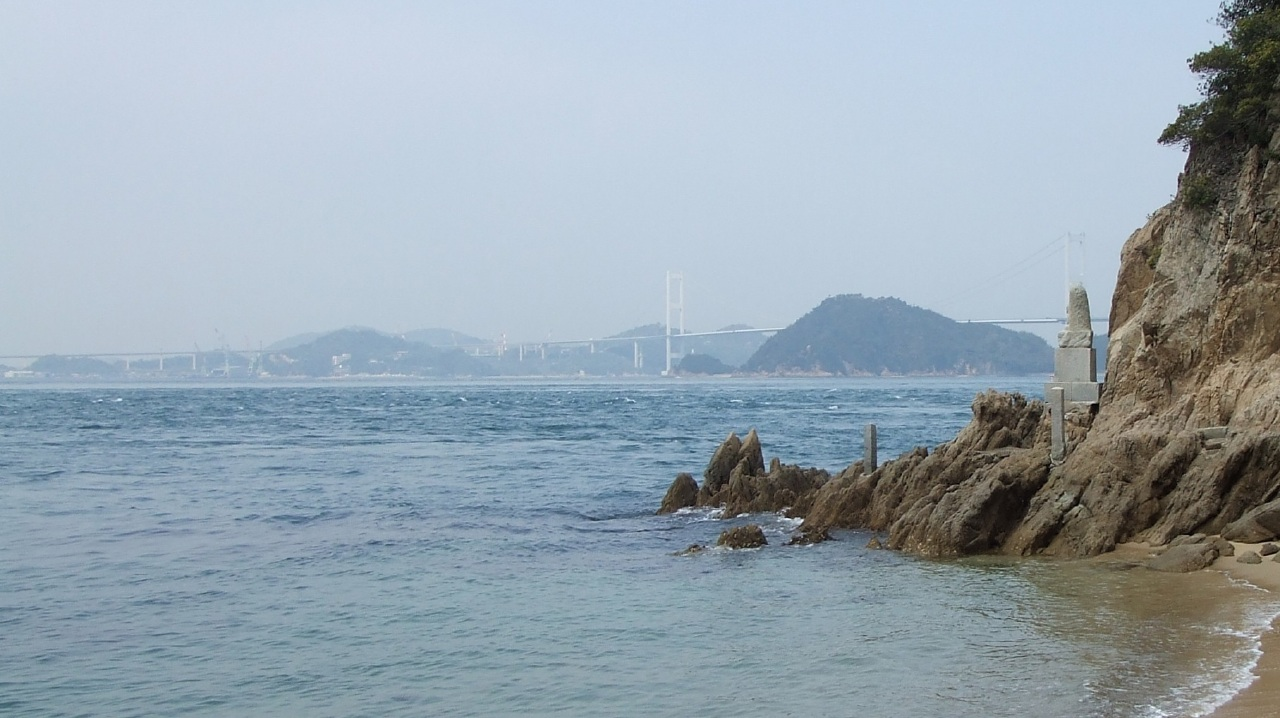
大島の南端近くから見る来島海峡大橋
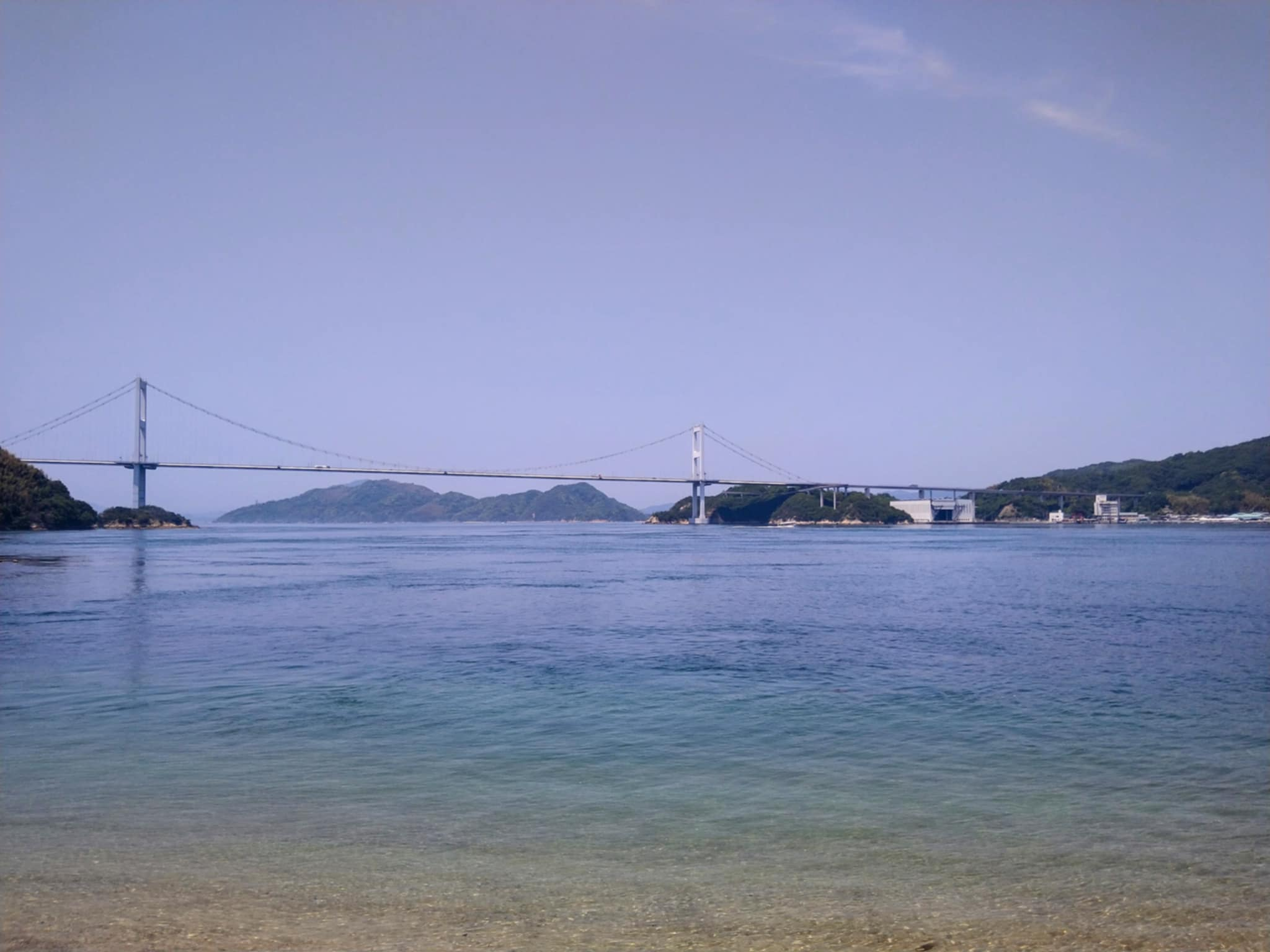
来島海峡第一大橋
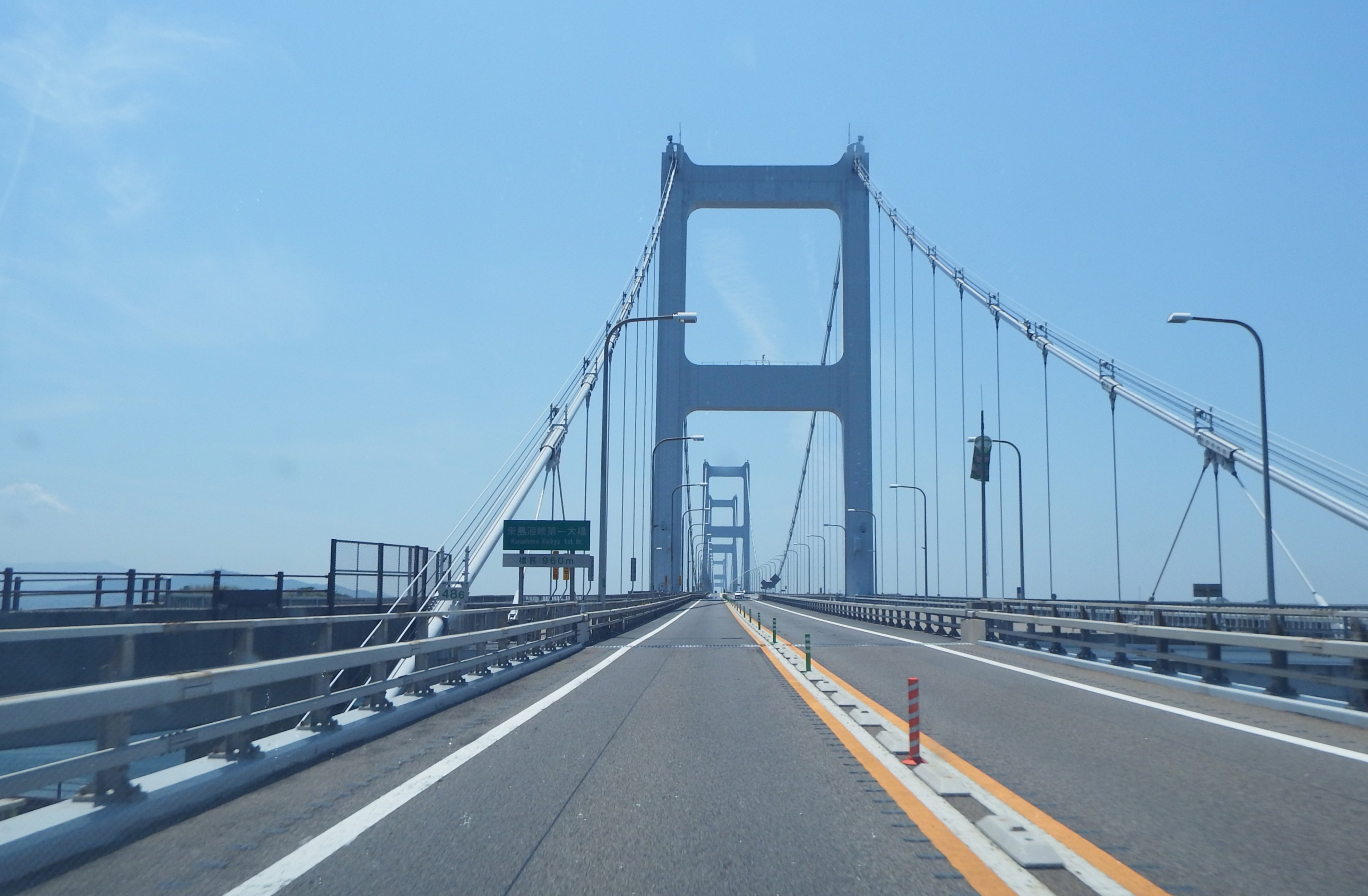
来島海峡第一大橋（本州側入口）
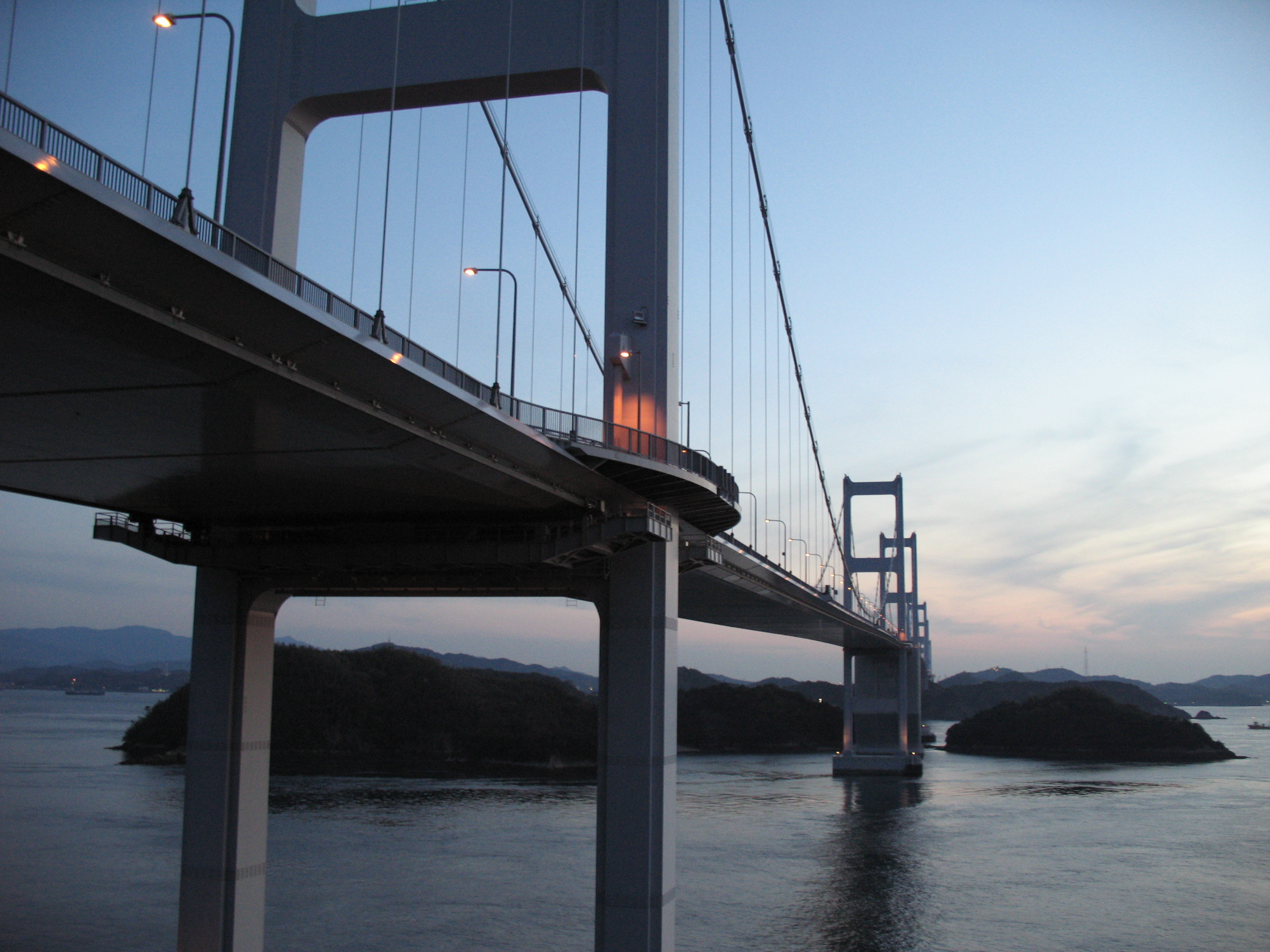
本州側より
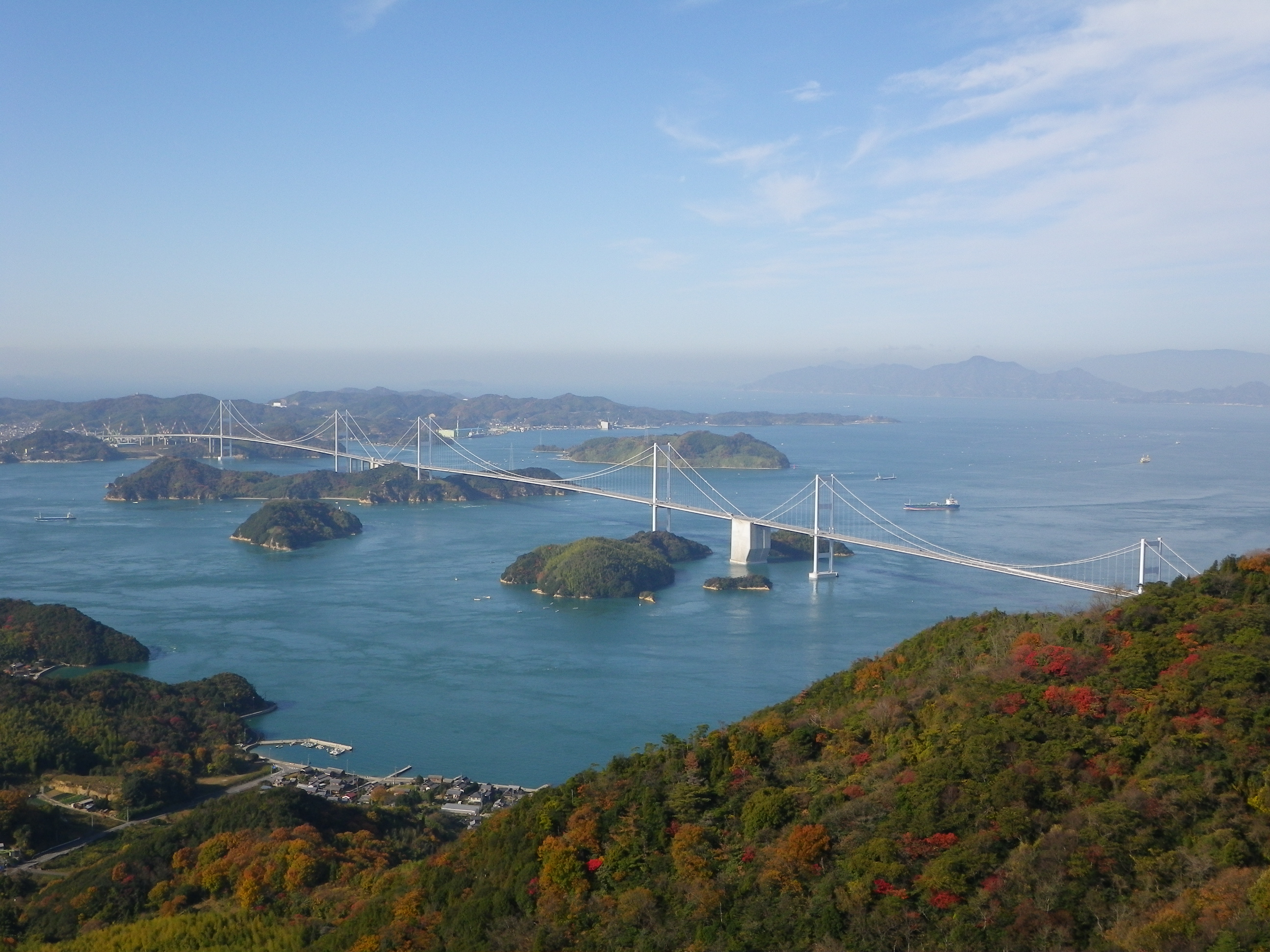
亀老山より
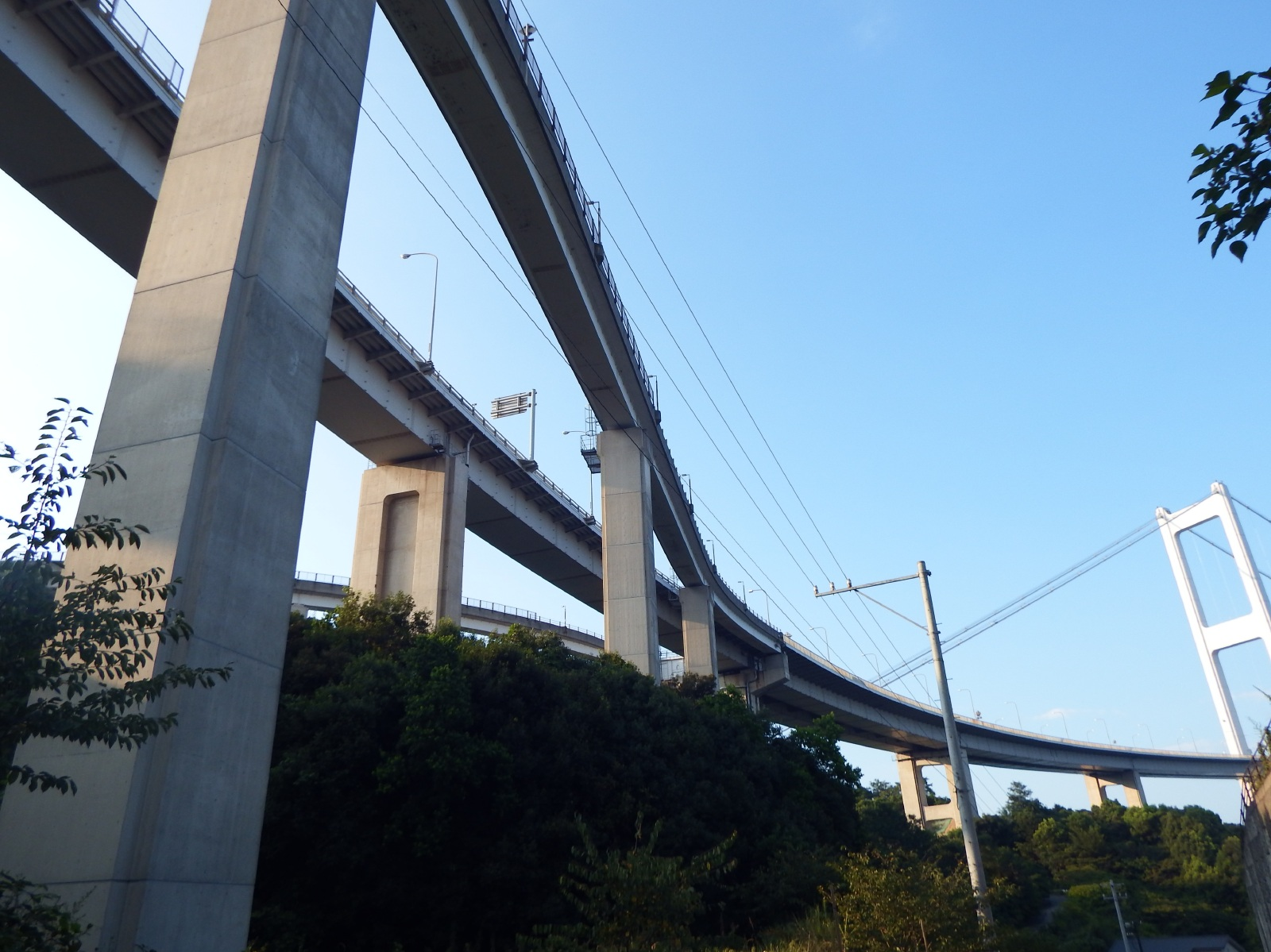
サンライズ糸山の下より
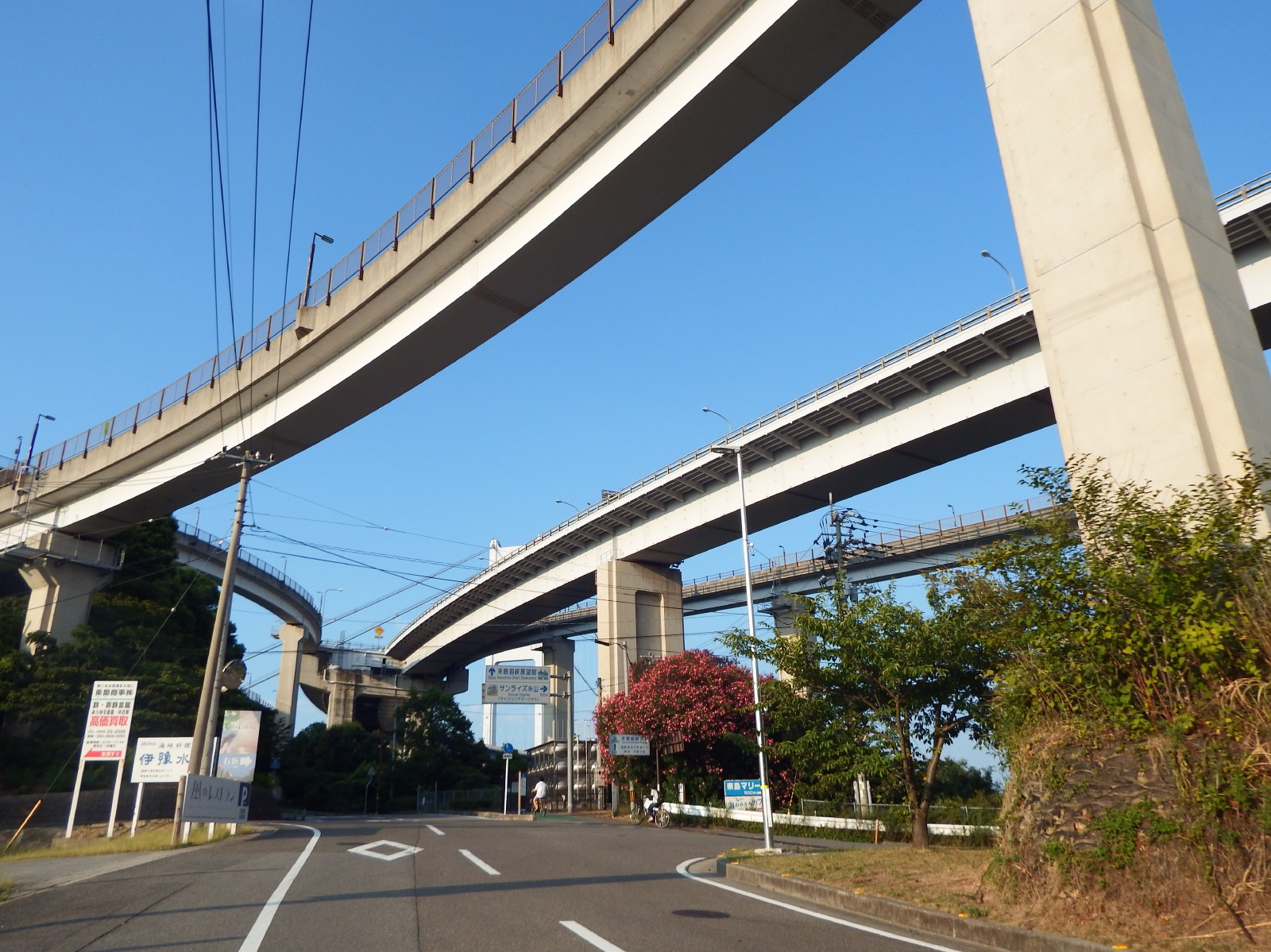
サンライズ糸山の西より

## 外部サイト
- JB本四高速 - 本州四国連絡高速道路（公式サイト）
  - 来島海峡大橋～しまなみ海道の橋 - 『しまなみ海道』ポータルより
- インターネット自然研究所 - 来島海峡と来島海峡第三大橋の定点カメラ（静止画） 。
- 来島海峡大橋に関係する映像作品
  - JB本四高速(本州四国連絡高速道路)YouTube内公式アカウントより
    - 『来島大橋主塔建設』
    - 『環境と景観 –来島海峡大橋の建設–』

  - 『明日に架ける橋(来島海峡大橋について)』 - 「愛媛CATV」YouTube内公式アカウントより